# Ізмаїльський військово-історичний музейний комплекс
Ізмаїльський військово-історичний музейний комплекс –  комунальний заклад Ізмаїльської міської ради, головний музей Ізмаїлу. Експозиція знайомить з історією Ізмаїла з моменту його заснування до сучасного часу. Відділом музею є діорама «Оборона турецького Ізмаїлу в 1790 році».

## Будинок музею
Музей розташовано у центральній частині Ізмаїла в невеликому одноповерховому особняку класичного стилю — пам'ятнику історії та архітектури XIX століття. Першими його мешканцями у 1899 році була сім'я Авраамових, голова якої, Іван Іоакімович, керував містом протягом 1909 – 1911 років. У середині XX століття у будівлі розміщувалися філії Національного банку Румунії, згодом – Державного банку СРСР.

## Історія
Перша спроба створення музею приходиться на дореволюційну добу. Музей було засновано бессарабським губернатором постановою від 4 червня 1916 року. Однак рішення не вдавалося реалізувати протягом 30 років. До нього повернулися 15 червня 1946 року. Рішення облвиконкому поклало початок створенню Обласного Історичного музею ім. Олександра Суворова. Відкриття відбулося 7 листопада 1947 року. Музей змінював своє місце розташування двічі. Спершу його було розміщено в одній з кімнат середньої школи № 2, з 1947 року — у трьох залах Будинку вчителя. З жовтня 1956 року музей переїжджає до будинку по вул. Пушкіна, 37, де знаходиться понині.
Нова сторінка життя музею відкрилася 4 жовтня 2009 року, коли після масштабних ремонтно-реставраційних робіт, він знову відчинив свої двері для відвідувачів, представивши їм оновлену експозицію.

## Діорама «Штурм фортеці Ізмаїл»
Діорама «Штурм фортеці Ізмаїл» є відділом музею. Вона розташована в будівлі Малої мечеті — пам'ятнику містобудування та архітектури XVI століття (національного значення), який є одним із небагатьох взірців середньовічної мусульманської архітектури, збереженої на території України. У XIX столітті мечеть булу освячено у Хресто-Воздвиженську церкву, яка неодноразово зазнавала часткової перебудови. У 1948 році будівлю церкви, як пам'ятник старовини, було передано Обласному історичному музею ім. Олександра Суворова (Ізмаїл — обласний центр з 1940 по 1954 роки). Надалі було звільнено від невластивих йому культових деталей християнства та відновлено у формах мусульманської архітектури.
Діораму створили народні художники Росії з Московської студії ім. М. Б. Грекова Є. І. Данилевським і В. М. Сибірським. Відкриття відбулося 1973-го року. Цій події передувало майже три роки кропіткої праці художників, а також зусиль колективів багатьох підприємств Ізмаїла. За час існування твір мистецтва реставрувався двічі грековськими майстрами — в 2003 та 2013 роках.

## Колекції

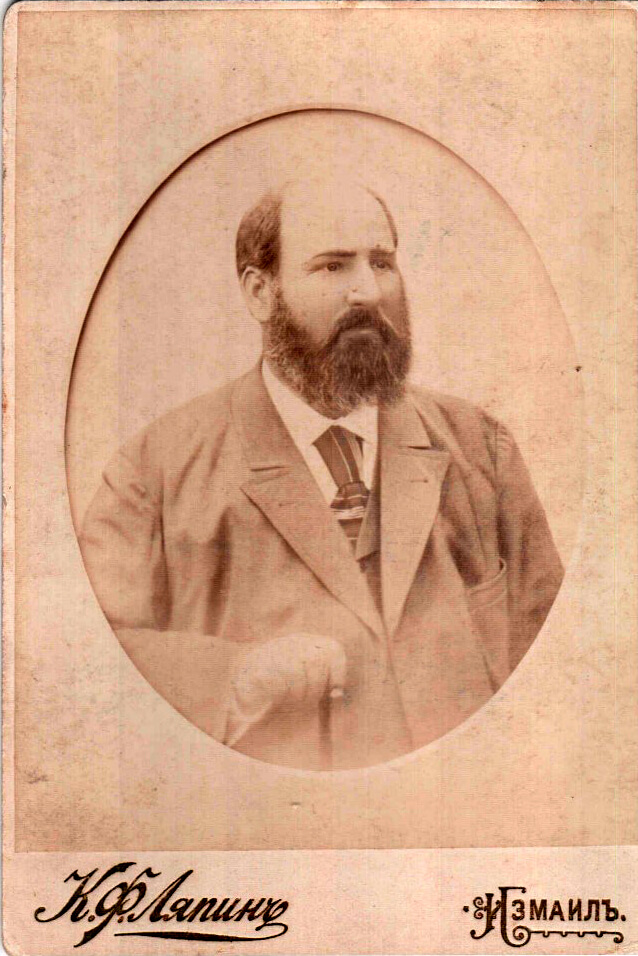
Іоан Іоахимович Авраамов. Ізмаїльський міський голова 1909-1911 рр. Фото К. Ляпін. Початок XX ст.

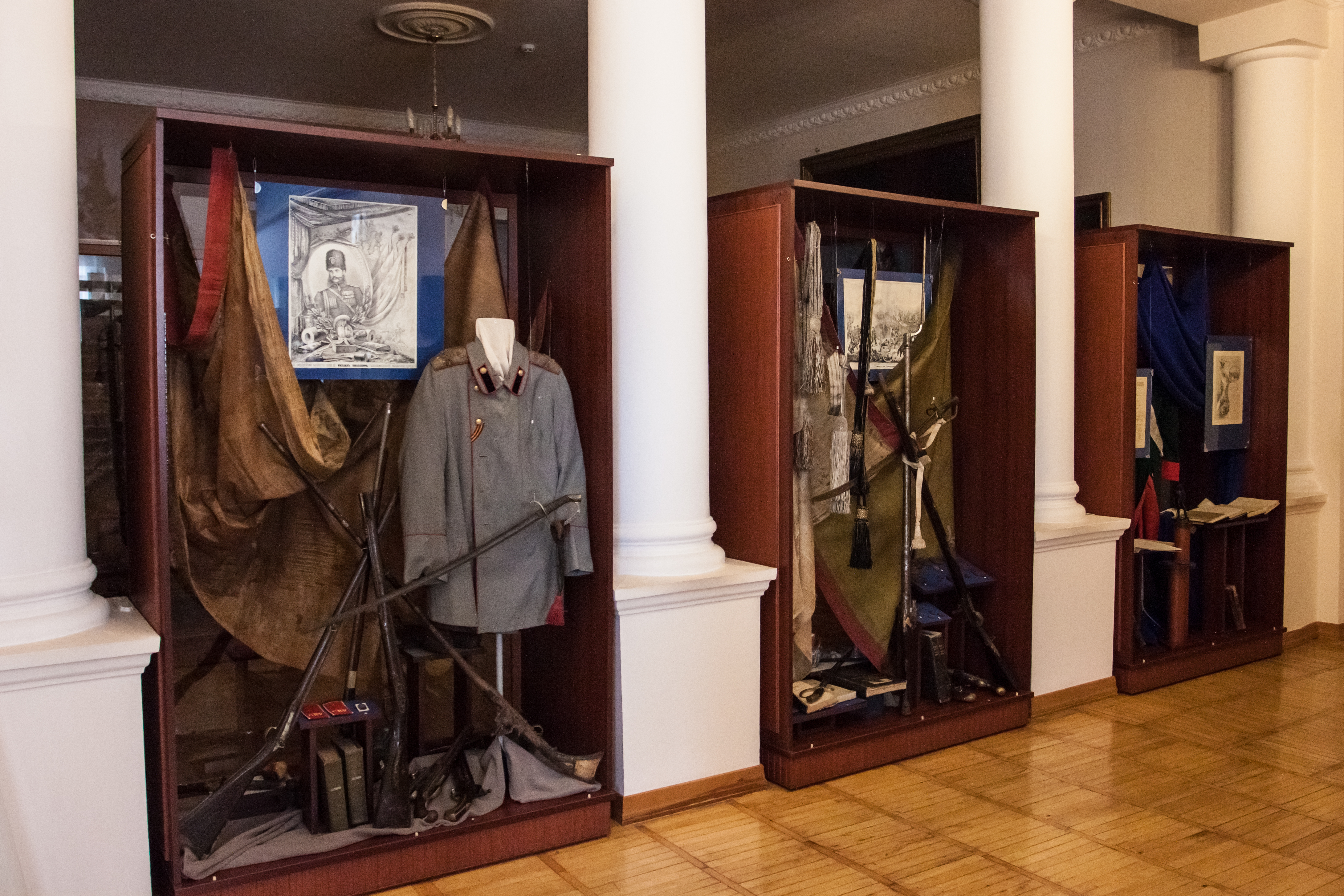
Експозиція «Пам'ять про О. В. Суворова у XIX—XXI ст.»

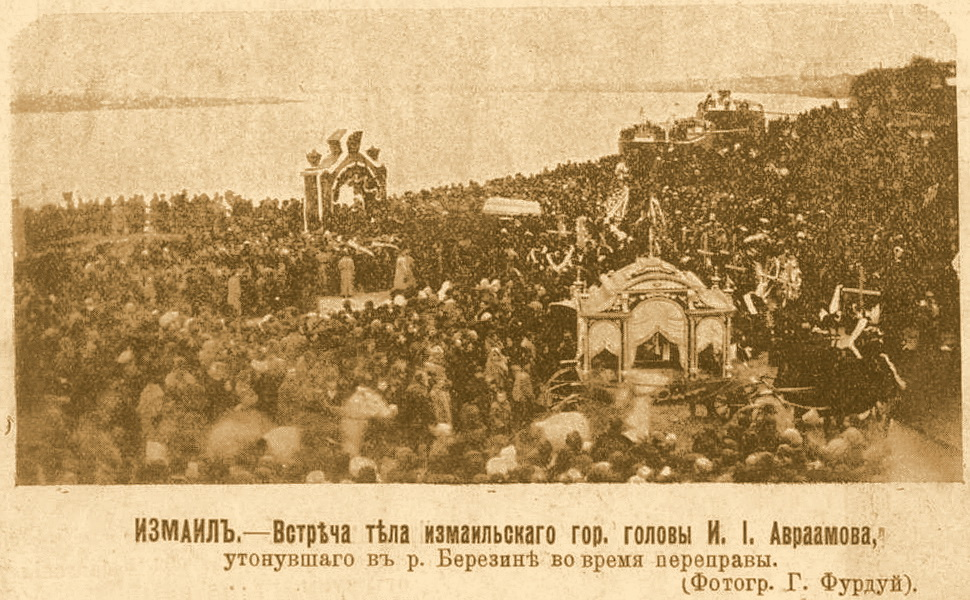
Зустріч тіла Ізмаїльського міського голови І.І. Авраамова. Фото Г. Фурдуй. ІзмаЇл. 1911 р.

Музей за багатством фондових колекцій займає значне місце в ряду музеїв Одеського регіону та України. Унікальне зібрання налічує понад 35 тисяч предметів. В його основі — зібрання, які відображають військово-історичну специфіку музею — колекції обмундирування та спорядження західноєвропейської, російської, радянської та української армій XVII—XXI століть. Частину колекції складають матеріали, передані бійцями Ізмаїльського прикордонного загону — учасниками АТО.
Особливе місце в колекція займає зброя, представлена унікальними зразками холодної та вогнепальної зброї західноєвропейського, східного, російського, радянського походження. Охоплює вона період від XIV до XXI століть.
Частина колекції пов'язана із матеріалами, які стосуються періоду штурму фортеці Ізмаїл 1790 року — прапори турецької та російської армій XVIII—XIX століть, скарби турецьких монет, ядра, бомби, турецька кераміка, знайдені на території фортеці Ізмаїл. У музеї також зібрані твори батального живопису, графіки, скульптури, рідкісні книжкові видання з військової історії, а також колекції іншого характеру: археологічна, нумізматична, етнографічна, релігійної тематики, документи та матеріали з історії Ізмаїла й Придунайського краю.

## Експозиції

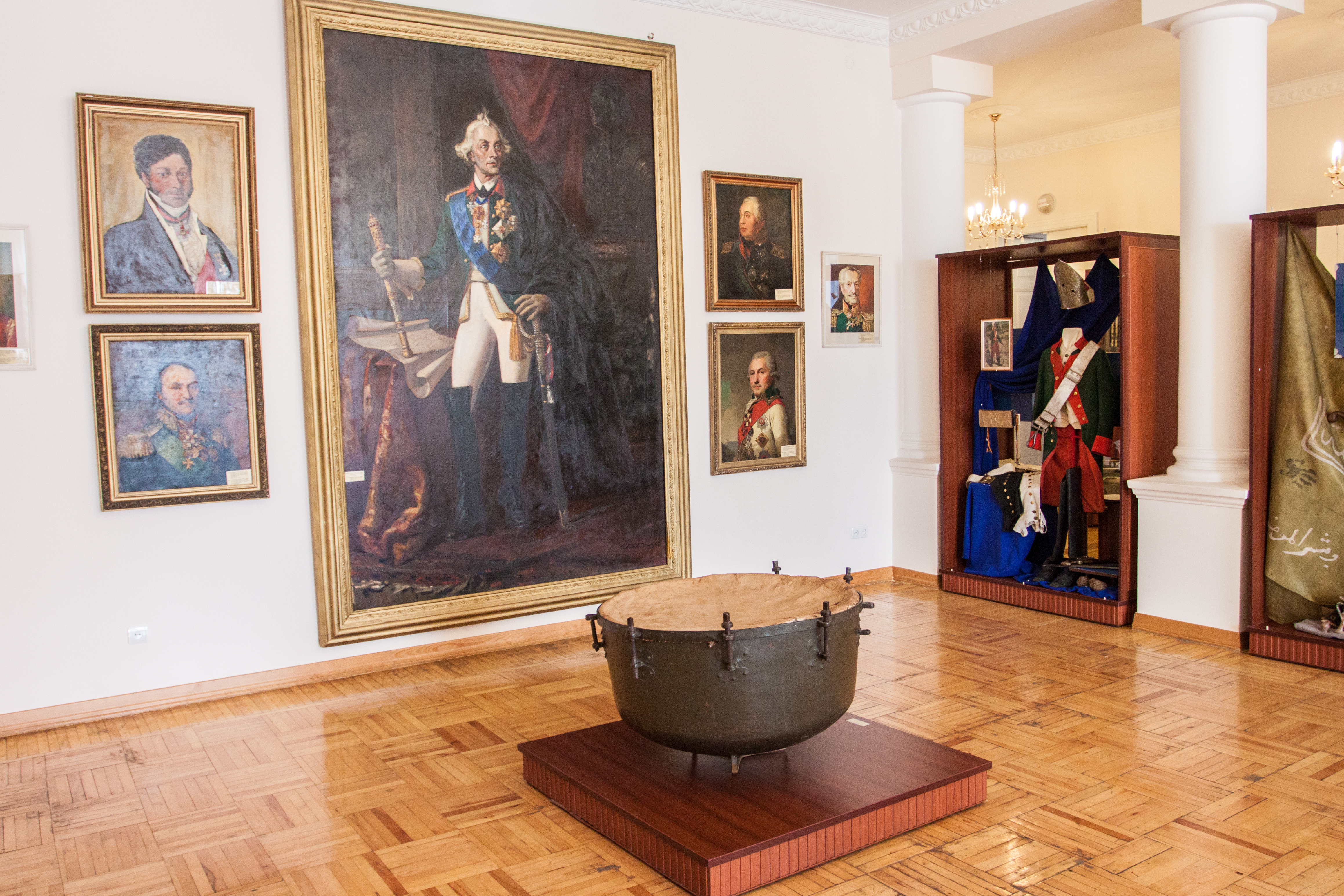
Експозиція «Штурм фортеці Ізмаїл 1790 р.»

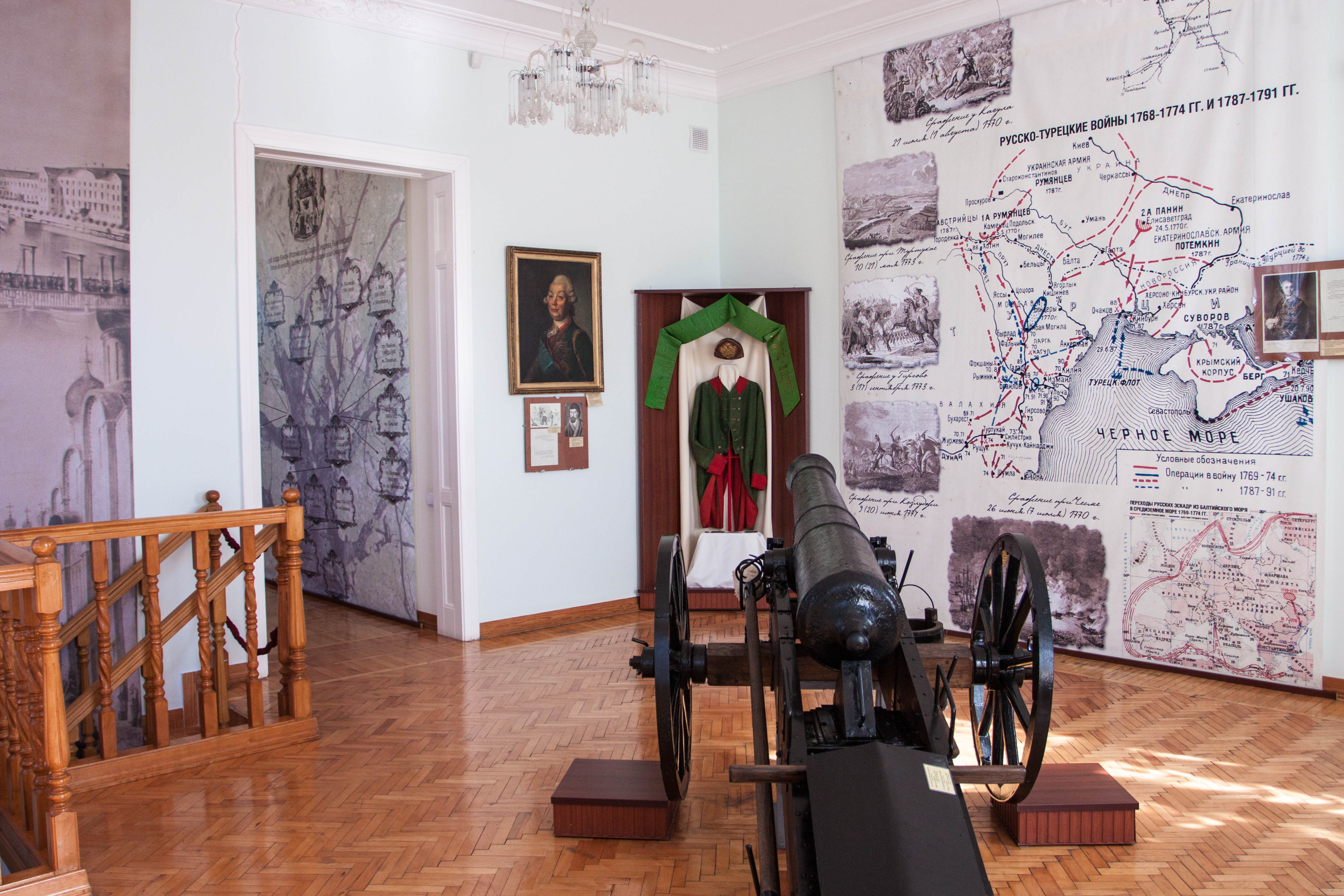
Експозиція «Російсько-турецька війна 1768—1774 рр.»

Експозиція музею відрізняється стильним оформленням та різноманітністю представлених колекцій. Автором художнього оформлення є народний художник України Анатолій Гайдамака. Експозицію музею присвячено життю й діяльності Олександра Суворова (1729—1800 роки), участі українських козаків у російсько-турецьких війнах останньої третини XVIII століття та Італо-швейцаркій кампанії 1799 року. Одним з важливих акцентів в експозиції є внесок полководця у звільнення південноукраїнських земель від багатовікового турецького ярма в ході війн кінця XVIII століття. Експозицію музею доповнює діорама «Штурм фортеці Ізмаїл». На полотні розміром 8×20 м художники відтворили вирішальний момент штурму фортеці, який відбувся в період Російсько-турецької війни 1787—1791 років.
Музей Олександра Суворова та діорама являють собою єдиний історико-культурний комплекс, який є одним із популярних туристичних об'єктів у місті Ізмаїл.

## Проєкт «Українська арт-зброя»
Проєкт «Українська артзброя» — всеукраїнський проєкт, створений Ізмаїльським військово-історичним музейним комплексом у жовтні 2023 року з метою збереження та поширення нового напрямку мистецтва — розпису артефактів війни.
Розпис гільз, тубусів, ящиків від боєкомплектів, касок — все це стало для митців не лише способом творчого самовираження, а й можливістю заробити грошей для ЗСУ.
Мета проєкту — збереження та поширення української творчості в розмалюванні артефактів війни. Така творчість стала окремим напрямком мистецтва для України й унікальним для всього світу. Проєкт вже об'єднав близько 200 майстрів і майстринь з різних куточків України. Близько 60 із них долучилися до розмальовування вперше.
Проєкт «Українська артзброя» — це можливість для художників закарбувати в пам'яті свою власну творчу перемогу, а для музеїв — отримати експонати, кожен з яких має свою воєнну історію та унікальне мистецьке втілення. Проєкт довгостроковий, а в першочергових планах — організація виставок та створення каталогу «Українська артзброя», в тому числі англійською мовою.